# Anenteotermes
Anenteotermes es un género de termitas isópteras perteneciente a la familia Termitidae que tiene las siguientes especies:
1. Anenteotermes amachetus
2. Anenteotermes ateuchestes
3. Anenteotermes cicur
4. Anenteotermes cnaphorus
5. Anenteotermes disluctans
6. Anenteotermes hemerus
7. Anenteotermes improcunctus
8. Anenteotermes improelatans
9. Anenteotermes nanus
10. Anenteotermes polyscolus